# یوتی‌سی ۷:۰۰+
|  | یوتی‌سی ۰۳:۰۰+ | MSK−1: زمان کالینینگراد |
|  | یوتی‌سی ۰۴:۰۰+ | MSK: زمان مسکو          |
|  | یوتی‌سی ۰۶:۰۰+ | MSK+2: زمان یکاترینبرگ  |
|  | یوتی‌سی ۰۷:۰۰+ | MSK+3: زمان اومسک       |
|  | یوتی‌سی ۰۸:۰۰+ | MSK+4: زمان کرانسنویارک |
|  | یوتی‌سی ۰۹:۰۰+ | MSK+5: زمان ایرکوتس     |
|  | یوتی‌سی ۱۰:۰۰+ | MSK+6: زمان یاکوتسک     |
|  | یوتی‌سی ۱۱:۰۰+ | MSK+7: زمان ولادی‌وستوک  |
|  | یوتی‌سی ۱۲:۰۰+ | MSK+8: زمان ماگادان     |

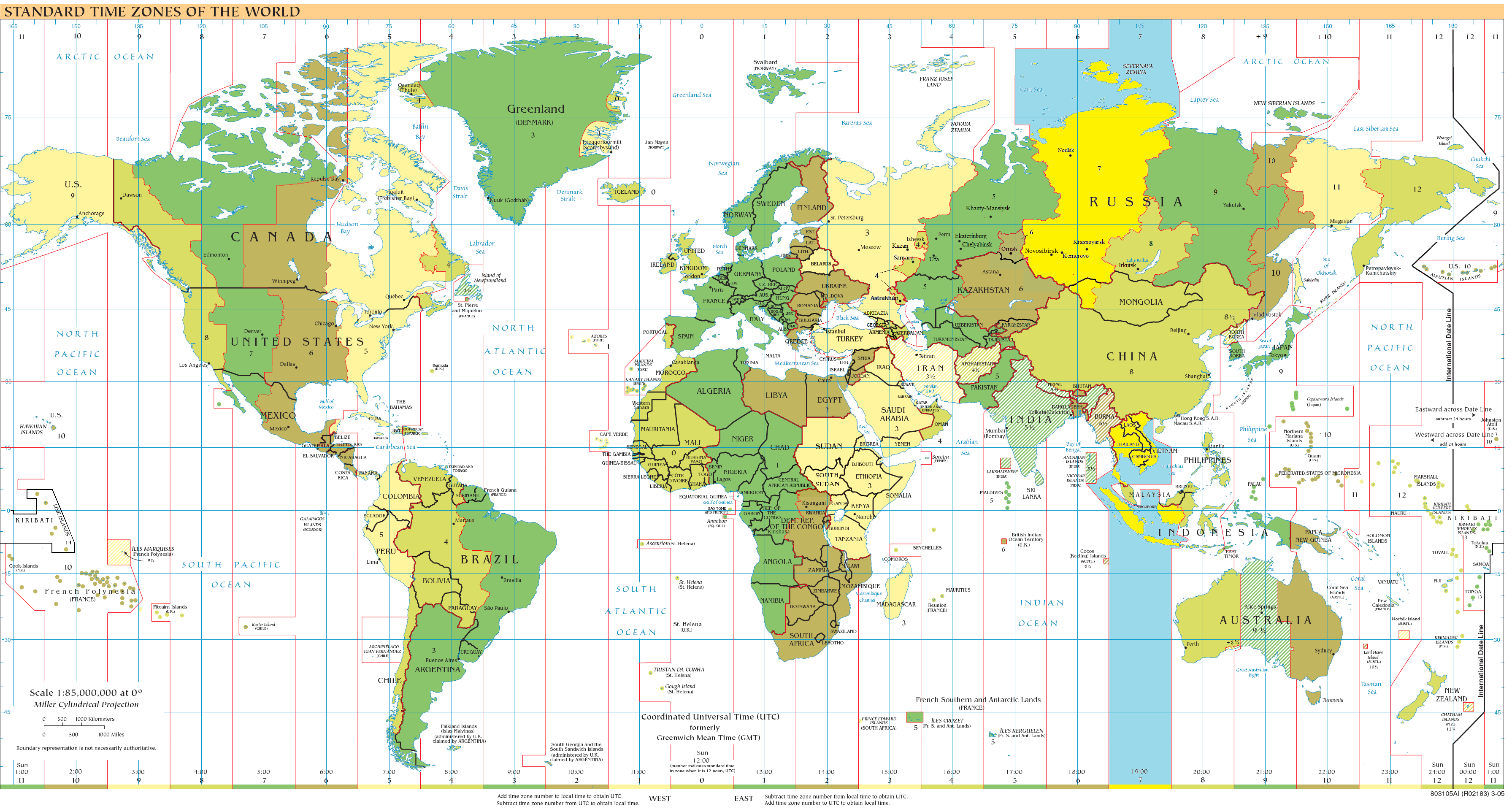
UTC+07:00 in 2010: آبی (دسامبر), زرد (تمام سال), نارنجی (ژوئن), آبی روشن - Sea منطقه‌های

هم‌اکنون زمان‌بندی گرینویچ ۷:۰۰+ (به انگلیسی: UTC+07:00) برای اندازه‌گیری زمان کاربرد دارد.
همچنین به عنوان زمان چین (ICT) شناخته می‌شود.

## زمان استاندارد در تمام سال
- استرالیا
  - جزیره کریسمس
- کامبوج
- اندونزی (غرب)
  - کالیمانتان مرکزی، جاوه، سوماترا، کالیمانتان غربی
- لائوس
- مغولستان (غرب دور)
  - استان خوود، استان اووس و استان بایان اولگی
- تایلند
- ویتنام
- روسیه - طمان اومسک
  - سرزمین آلتایی، جمهوری آلتایی، استان کمروو، استان نووسیبیرسک، استان اومسک، استان تومسک.

## شرق آسیا
بیشترین زمان مورد استفاده آسیای شرقی.

## اختلاف‌های بین زمان رسمی UTC+07 و جغرافیای UTC+07

### منطقه‌های واقع شده در UTC+07 که در عرض جغرافیایی دیگر قرار دارند
- بیشتر بخش‌های چین، به عنوان مثال شامل گوانگشی و هاینان
- بیشتر مرکز مغولستان شامل پایتخت اولان‌باتور
- شبه‌جزیرهمالزی
- بخش غرب ساراواک در مالزی شرقی شاملکوچینگ
- سنگاپور

#### منطقه‌های بین ۸۲°۳۰′ W و ۹۷°۳۰′ E ("فیزیکی" UTC+06)
- The westernmost part of اندونزی including باندا آسه.

#### منطقه‌های بین ۱۰۲°۳۰′ W و ۱۱۷°۳۰′ E ("فیزیکی" UTC+08)
- بخش شرقی جاوه شامل سورابایا، مالانگ و بانیووانجی رجنسی.